# Justizvollzugsanstalt Ottweiler
Die Justizvollzugsanstalt Ottweiler ist eine Justizvollzugsanstalt in Ottweiler im Saarland. Die Anlage besteht aus sechs Hafthäusern, dem Verwaltungsgebäude, einem Schulhaus, der Turnhalle sowie dem Küchenpavillon. Daneben gibt es drei Werkhallen mit mehreren Versorgungs-, Eigen- und Ausbildungsbetrieben. Es existiert noch eine zweite Justizvollzugsanstalt im Saarland, die JVA Saarbrücken.

## Lage
Die 10,5 ha große Anlage befindet sich auf dem Ziegelberg bei Ottweiler. 

## Geschichte
Im März 1970 wurde die Anlage zur Belegung jugendlicher Straftäter eröffnet. 1989 kam ein neuer Gebäudekomplex hinzu. Seit 1990 werden auch erwachsene Gefangene hier inhaftiert. Deren maximale Haftzeit beträgt 2 Jahre. Zu früheren Zeiten waren auch schon weibliche Gefangene und Abschiebehäftlinge hier inhaftiert. In Saarlouis gibt es eine Außenstelle, in der sich der offene Vollzug der Erwachsenen befindet. 

## Belegung
Es gibt Haftplätze für 144 Jugendliche und 144 männliche Erwachsene. 48 dieser Haftplätze befinden sich in der Außenstelle Saarlouis. Die Belegung betrug im Jahresdurchschnitt 2018 173 Gefangene.